# Wojdat Annowski
Wojdat Annowski – wieś w Polsce położona w województwie lubelskim, w powiecie lubelskim, w gminie Zakrzew.
W latach 1975–1998 miejscowość administracyjnie należała do województwa zamojskiego.